# (28803) Roe
(28803) Roe est un astéroïde de la ceinture principale.

## Description
(28803) Roe est un astéroïde de la ceinture principale. Il fut découvert le 28 avril 2000 à la station Anderson Mesa par le programme LONEOS. Il présente une orbite caractérisée par un demi-grand axe de 2,56 UA, une excentricité de 0,09 et une inclinaison de 15,8° par rapport à l'écliptique.

## Compléments